# 로크 데 로스 무차초스 천문대
로크 데 로스 무차초스 천문대(Roque de los Muchachos 天文臺)는 카나리아 군도 라팔마섬의 가라피아(Garafía) 지방에 위치한 천문대이다. 유럽 북방 천문대의 일부이며, 부근의 테네리페섬(Tenerife)에 위치한 카나리아 천체물리 연구소(Instituto de Astrofísica de Canarias)에 의해 운영된다.
시상이 좋아 북반구에서는 하와이섬 마우나케아 천문대에 이어 광학과 적외선 관측에 두 번째로 좋은 장소로 손꼽힌다. 이 곳에는 적응 광학으로 보정한 스웨덴 태양 망원경, 2009년 초에 가동을 예상하여 시험중인 10.4m 카나리아 대망원경 등의 천문 시설들이 있다.
로크 데 로스 무차초스 천문대는 유럽 남방 천문대의 주도로 세워지는 42m 망원경인 유럽 초대형 망원경(European Extremely Large Telescope)의 후보지 중 하나이다.

## 같이 보기
- 파라날 천문대
- 라 실라 천문대
- 유럽 초대형 망원경